# 川崎弘子
川崎 弘子（かわさき ひろこ、1912年〈明治45年〉4月5日 - 1976年〈昭和51年〉6月3日）は日本の女優。本名は石渡 シヅ（）、通称は静子（）。

## 来歴
現在の川崎市川崎区の川崎大師のすぐ前の家に生まれる。実家は和菓子屋だったが、父親が他の事業に手を出して失敗、病死する。父親を早くに失ったため、大師高等小学校卒業後に料理屋やガラス工場で働き、その赤貧の時代に、俳優の木村健児にスカウトされて、1929年（昭和4年）2月、松竹蒲田に入社。芸名の川崎弘子は川崎大師と弘法大師にちなんで付けられた。佐々木恒次郎監督の『女性の力』でデビューする。
主にメロドラマで活躍し、翌年1月には早くも準幹部になる。哀愁のある美人スターとしてトップスターとなり、1932年（昭和7年）1月には幹部となる。同年大磯の坂田山心中事件を扱った五所平之助監督の『天国に結ぶ恋』の主役を演じて大ヒットし、さらに同年五所監督の『不如帰』では林長二郎と共演。
1935年（昭和10年）、離婚歴があり、麻雀賭博や結婚詐欺の疑いで何度も警察の厄介になっている福田蘭童と結婚したため人気は急速に低下した。しかし1936年（昭和11年）に佐分利信を相手に主演した『人妻椿』は空前の大ヒットとなった。1939年（昭和14年）1月に大幹部となる。
1942年（昭和17年）より病気で休みがちになり、役も小さくなり1947年（昭和22年）に引退。1951年（昭和26年）にカムバックしたが1958年（昭和33年）に完全引退。
1970年（昭和45年）から肝臓を冒され、1976年（昭和51年）、肝硬変で死去。墓所は川崎市平間寺。

## 主な出演作品

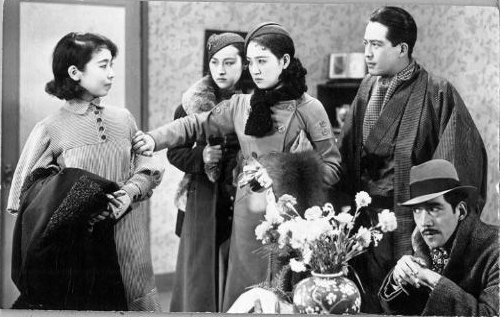
『情炎の都市』(1934年) 左から
松井潤子、逢初夢子、川崎弘子、大日方伝、斎藤達雄。

- ステッキガール 1929年4月27日　松竹・蒲田 - ステッキガール・千代子役
- 人生の裏路 1929年　松竹・蒲田
- 朗かに歩め 1930年　松竹・蒲田 - 杉本やす江役
- 不景気時代 1930年5月2日　松竹・蒲田 - 令嬢役
- 青春の血は躍る 1930年　松竹・蒲田
- 若者よなぜ泣くか 1930年　松竹・蒲田
- 淑女と髯 1931年　松竹・蒲田 - 広子役
- 人生の風車 1931年　松竹・蒲田
- 青春図会 1931年　松竹・蒲田 - 笛美役
- 生活線ＡＢＣ 1931年　松竹・蒲田
- 七つの海 前篇 処女篇 1931年12月23日　松竹・蒲田 - 曽根弓枝役
- 若き日の感激 1931年　松竹・蒲田
- 七つの海 後篇 貞操篇 1932年2月11日　松竹・蒲田 - 曽根弓枝役
- 天国に結ぶ恋 1932年　松竹・蒲田 - 藤山綾子役
- 不如帰 1932年　松竹・蒲田 - 浪子役
- 歓喜の一夜 1932年　松竹・蒲田
- 忘られぬ花 1933年　松竹・蒲田
- 沈丁花 1933年　松竹・蒲田 - 池田有為子役
- 地上の星座 前篇 地上篇  1934年　松竹・蒲田
- 地上の星座 後篇 星座篇 1934年　松竹・蒲田
- 生きとし生けるもの 1934年　松竹・蒲田
- 情炎の都市 1934年　松竹・蒲田
- 金環蝕 1934年 松竹・蒲田
- くらやみの丑松 1935年　松竹・下加茂
- 与太者と若夫婦 1935年　松竹・蒲田
- 人妻椿 1936年　松竹・大船 - 嘉子役
- 金色夜叉 1936年　松竹・大船 - 鴨沢宮役
- 進軍の歌 1937年　松竹・大船 - お千代役
- 女性の戦ひ 1939年　松竹・大船
- 春雷 前篇 愛路篇 1939年　松竹・大船
- 春雷 後篇 審判篇 1939年　松竹・大船
- 新女性問答 1939年　松竹・大船 - お葉役（主演）
- 日本の妻 前篇 流転篇 後篇 苦闘篇 1939年　松竹・大船
- 桑の実は紅い 1939年　松竹・大船 - お政役
- 女次郎長 1939年　松竹・下加茂 - お長役
- 暁の合唱 1941年　松竹・大船 - 小出米子役
- 男の意氣 1942年　松竹・大船 - 郁子役
- 歌麿をめぐる五人の女 1946年　松竹・京都 - お蘭役
- わかれ雲 1951年　エイトプロ - おせん役
- 秘めたる母 1953年　東宝
- 大阪の宿 1954年　新東宝 - おつぎ役
- 姉妹 1955年　独立映画 - 近藤りえ役
- 乳房よ永遠なれ 1955年　日活 - たつ子役